# Auxence
Die Auxence ist ein Fluss in Frankreich, der im Département Seine-et-Marne in der Region Île-de-France verläuft. Sie entspringt im Gemeindegebiet von Sognolles-en-Montois, entwässert anfangs Richtung West und schlägt dann einen Bogen in östliche Richtung, bevor sie sich endgültig Richtung Südwest ausrichtet. Bei Vimpelles erreicht sie einen toten Altarm der Seine und mündet unter dessen Namen Vieille Seine nach insgesamt rund 34 Kilometern im Gemeindegebiet von Marolles-sur-Seine als rechter Nebenfluss in die Seine.

## Orte am Fluss
- Meigneux
- Donnemarie-Dontilly
- Les Ormes-sur-Voulzie
- Vimpelles
- Égligny
- Châtenay-sur-Seine